# Onstmettingen
Onstmettingen is een plaats in de Duitse gemeente Albstadt, deelstaat Baden-Württemberg, en telt 5.000 inwoners (2011).
Burgfelden · Ebingen · Laufen aan de Eyach · Lautlingen · Margrethausen · Onstmettingen · Pfeffingen · Tailfingen · Truchtelfingen